# 세르히오 코르도바
세르히오 두반 코르도바 레사마(스페인어: Sergio Duvan Córdova Lezama, 1997년 8월 9일 ~ )은 영 보이스에서 공격수로 활약하고 있는 베네수엘라의 축구 선수이다. 베네수엘라 대표로 2017년 FIFA U-20 월드컵에 출전했다.

## 클럽
코르도바는 2015년 7월 투카네스 데 아마조나스와의 경기에서 카라카스 소속으로 첫 프로 데뷔전을 치렀고, 데뷔 골을 집어넣어 팀의 4-0 승리에 일조했다.